# Podișul Moldovei de Nord
Podişul Moldovei de Nord är ett högland i Moldavien. Det ligger i distriktet Raionul Edineţ, i den nordvästra delen av landet.